# Peder Madsen Lerche
 Der er flere personer med dette navn, se Peder Pedersen Lerche.
Peder Madsen Lerche (17. august 1642 i Nyborg – 6. januar 1699 på Lerkenfeldt) var en dansk godsejer og højesteretsdommer.
Han var søn af provst og magister Mads Pedersen Lerche, blev 1660 student fra Nyborg Skole, var i årene 1663-70 kancellisekretær, blev 1669 vicelandsdommer og 1675 virkelig landsdommer i Nørrejylland. Han fik våbenbrev 20. marts 1676, rejste 1683 i Tyskland, blev 1684 kancelliråd, 1686 justitsråd og var 1687-93 assessor i Højesteret.
Han ejede fra 1677 hovedgården Bonderup i Jylland, som han 1681 gav navnet Lerkenfeldt og 1695 oprettede til et stamhus (Stamhuset Lerkenfeldt), som ved hans død tilfaldt fætteren Vincents Lerche.
1675 ægtede han Kirsten Madsdatter Rosenørn (1628-1694).
Han er begravet i Viborg Domkirke.